# Gelöbnix

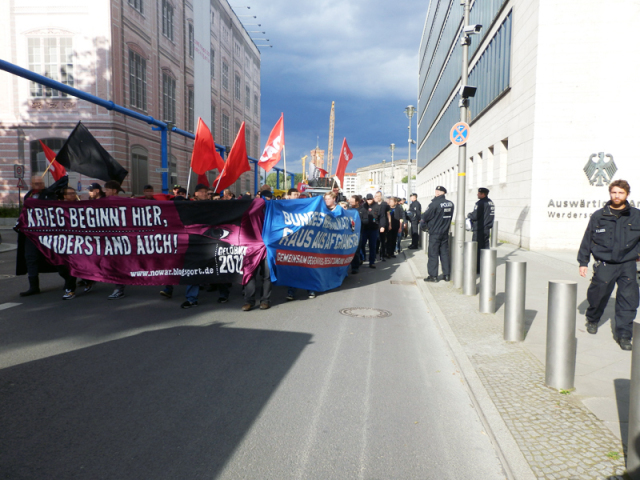
Gelöbnix-Demonstration vor dem Auswärtigen Amt in Berlin 2012

Unter der Bezeichnung GelöbNix! protestieren verschiedene antimilitaristische, pazifistische, linksradikale und autonome Gruppen gegen das seit 1996 jährlich (mit Ausnahme von 1997 und 1998) stattfindende öffentliche Gelöbnis der Bundeswehr in Berlin. Inzwischen wird der Begriff auch bundesweit für Demonstrationen und Aktionen gegen Gelöbnisse verwendet (zum Beispiel in Hamburg).
Der Protest richtet sich einerseits allgemein gegen Bundeswehr und als Militarisierung empfundene Entwicklungen und seit 1999 auch speziell gegen den 20. Juli als Datum und den Bendlerblock (heutiger Sitz des Bundesverteidigungsministeriums, aber auch ehemaliger Sitz bedeutender Dienststellen der Wehrmacht) als Ort für das Gelöbnis. Die Gelöbnis-Gegner kritisieren, dass versucht würde, die Wehrmacht in eine anti-nationalsozialistische Tradition zu stellen, auf die sich die Bundeswehr positiv beziehen könne.
Bundesweites Aufsehen erregten die Proteste 1999, als 15 Demonstranten medienwirksam über den Versammlungsplatz liefen, dabei unter anderem Regenschirme mit der Aufschrift „TUCHOLSKY HAT RECHT“ (eine Anspielung auf das berühmte Zitat „Soldaten sind Mörder“) zeigten und erst nach einigen Minuten von Feldjägern entfernt wurden.

## Chronologie der neueren Gelöbnisstörungen in Berlin

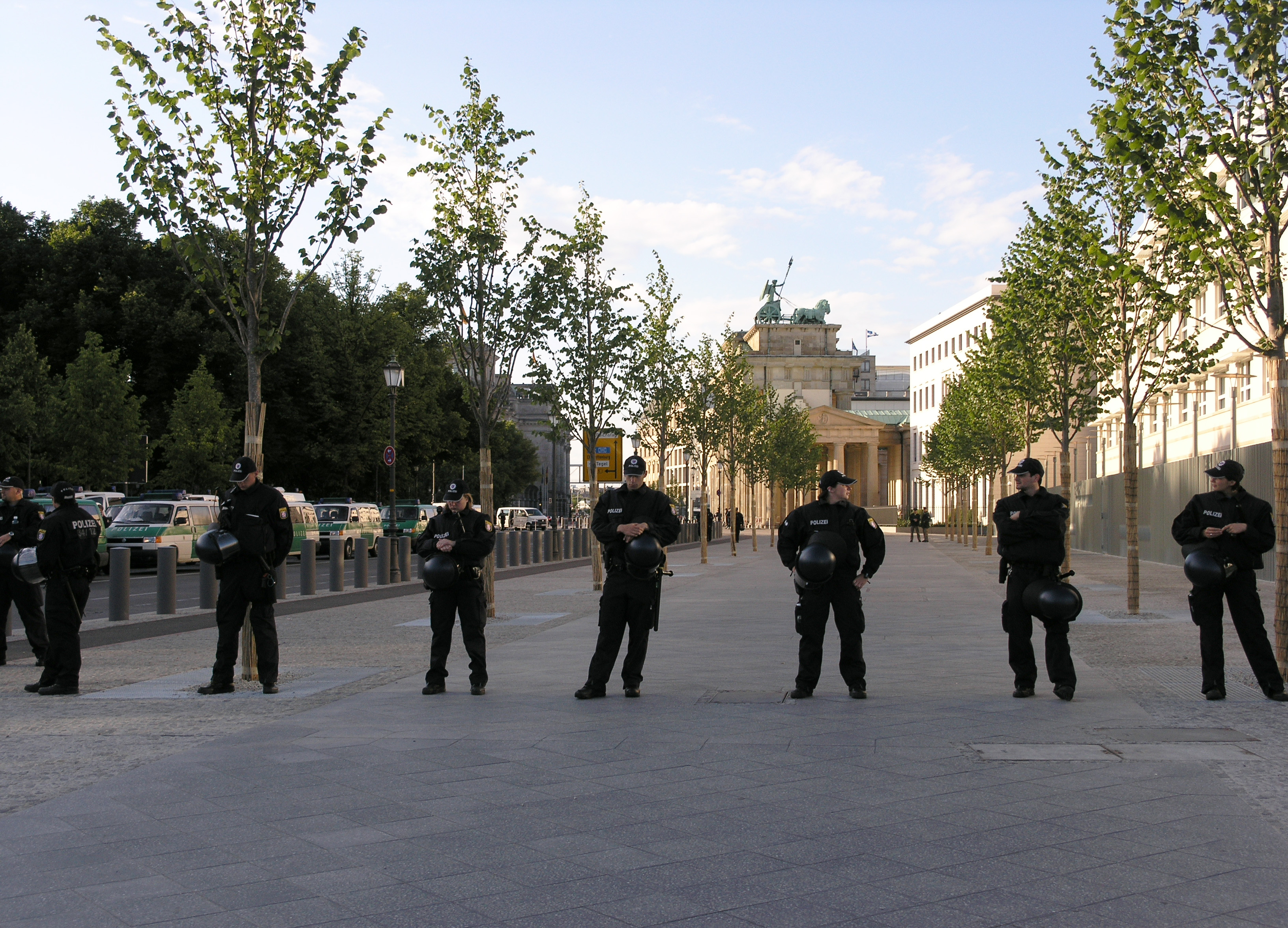
Polizisten sperren das Gelände um das öffentliche Gelöbnis im Jahr 2008 in Berlin ab

1996Beim Gelöbnis am Schloss Charlottenburg störten Demonstranten die Veranstaltung mit Trillerpfeifen und durchbrachen die Polizeikette.
1998Vor dem Roten Rathaus konnten einzelne Demonstranten noch in den Zuschauerraum vordringen. Als die Gelöbnisformel gesprochen wurde, setzte ein Trillerpfeifenkonzert ein. Auf der Demonstration in der Spandauer Straße solidarisierte sich der spätere Bundesumweltminister Jürgen Trittin, als Kundgebungsredner, letztmals mit den Kritikern des Gelöbnisses.
1999Erstmals fand das Gelöbnis auf dem Gelände des Bendlerblocks statt. Mit der Verlegung der Veranstaltung auf das Gelände des Bundesverteidigungsministerium sollte zum einen die Störungsfreiheit des Staatsaktes sichergestellt werden. Zum anderen wollte die Bundesregierung mit der Wahl des Bendlerblocks, der 1944 Ort der Hinrichtung der Hitler-Attentäter um Beck und Stauffenberg war, das bundesdeutsche Militär in die Tradition dieser Widerstandskämpfer aus den Reihen der Wehrmacht stellen. Das Gelöbnis wurde trotz starker Sicherheitsvorkehrungen publikumswirksam gestört. Während in Hörweite lautstark gegen das Gelöbnis protestiert wurde, störten im Bendlerblock selbst etwa 20 Kritiker die Gelöbniszeremonie. Die Störer „rissen sich die Kleider vom Leib“ und trugen teilweise Regenschirme, mit der Aufschrift Tucholsky hat recht – eine Anspielung auf Kurt Tucholskys Ausspruch Soldaten sind Mörder.
2000Vor der Berliner Julius-Leber-Kaserne bauten Demonstranten ein mobiles Wohnzimmer auf und verhinderten so für kurze Zeit die Passage der Gelöbnis-Gäste zum Bendlerblock.
2001Zwei Aktivistinnen gaben sich als Töchter des damaligen Verteidigungsministers Rudolf Scharping aus und fuhren mit einer gemieteten Limousine vom Luxushotel Adlon zum Bendlerblock. Trotz fehlender Einladung konnten sie alle Kontrollpunkte passieren. Im Bendlerblock ketteten sie sich an einen Zaun und störten die Zeremonie mit Alarmsirenen.
2002Im Keller der leerstehenden Griechischen Botschaft, die an den Bendlerblock angrenzt, versteckten sich zehn Aktivisten. Sie wollten während der Vereidigung vom Dach des Gebäudes aus stören. Wenige Stunden vor der Veranstaltung wurden sie von Sicherheitskräften entdeckt.
2003Nach Beginn der Gelöbnis-Zeremonie versuchten mehr als 20 Personen, die Sicherheitsabsperrungen am Bendlerblock vom Tiergarten aus zu überwinden. Sie hatten zuvor im Tiergarten gegrillt oder waren als Jogger getarnt. Zeitgleich protestierten drei Aktivisten vom Dach der Botschaft der Vereinigten Arabischen Emirate aus gegen das Gelöbnis.
2004Nach 1999 gelang es Protestierern trotz der starken Sicherheitsvorkehrungen erstmals wieder, auf dem Gelände des Bendlerblocks das Gelöbnis zu stören. Während die Soldaten die Gelöbnisformel sprachen, rannten zwei Aktivisten von der Pressetribüne auf den Gelöbnisplatz und lieferten sich mit den Feldjägern ein „Wettrennen“.
2008Erstmals in der Geschichte der Bundesrepublik legten Bundeswehrrekruten ihr Gelöbnis vor dem Berliner Reichstag ab.
2009Wenige Wochen vor dem angekündigten Gelöbnis kursierte ein Flyer, der zu Gewalt gegen Angehörige der Bundeswehr aufrief. Die Demonstration des „Gelöbnix“-Bündnisses wurde von der Polizei wegen „klarer Störabsichten“ verboten, ebenso drei weitere Demonstrationen gegen das Verbot. 1500 Polizisten wurden zur Sicherung der Veranstaltung eingesetzt und riegelten den Veranstaltungsort hermetisch ab.
Weitere Jahrein den weiteren Jahren formierten sich die Gelöbnix-Demonstrationen in Berlin aus mehreren hundert Teilnehmern.